# أرماندو كولادو
أرماندو كولادو (بالإسبانية: Armando Collado)‏ هو لاعب كرة قدم سلفادوري، ولد في 17 نوفمبر 1985 في Tecoluca ‏ في السلفادور. شارك مع منتخب نيكاراغوا لكرة القدم. أما مع النوادي، فقد لعب مع Parmalat FC ‏.

## وصلات خارجية
- أرماندو كولادو على موقع الاتحاد الدولي (مؤرشف)  (الإنجليزية)
- أرماندو كولادو على موقع قاعدة بيانات كرة القدم.إي يو (الإنجليزية)
- أرماندو كولادو على موقع ناشيونال فوتبول تيمز (الإنجليزية)
- أرماندو كولادو على موقع Soccerway.com (الإنجليزية)